# Tommaso da Celano (conte)
Tommaso Berardi, noto come Tommaso da Celano (o di Celano) per il possesso della contea di Celano (1180 circa – tra il 1251 e il 1254), è stato un nobile italiano, conte di Albe, Celano e Molise.

## Biografia

### L'ascesa al potere

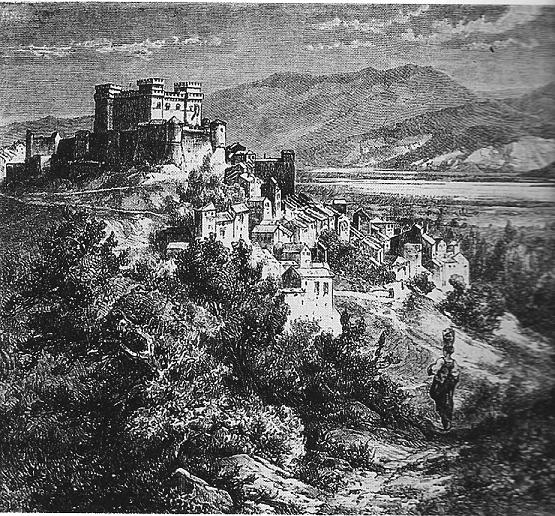
Ritratto ottocentesco di Celano con il castello

Tommaso nacque intorno al 1180 da Pietro Berardi, conte di Albe e Celano, e da madre appartenente alla famiglia comitale dei Palearia, di cui non si conosce l'identità.
Pietro apparteneva alla dinastia dei Berardi, tra i principali feudatari dell'Italia centrale, stabilitisi inizialmente nella Marsica, ma con l'ambizione di estendere i propri domini tra la Marca di Ancona e Civitate in Puglia, al fine di controllare le vie di comunicazione tra lo Stato Pontificio e i porti sull'Adriatico. In tale prospettiva Pietro cominciò a tessere un'alleanza con Federico II di Svevia, all'epoca re del Regno di Sicilia e protetto dal papa Innocenzo III, sebbene in passato fosse avverso agli Svevi.
Con lo stesso obiettivo, nel 1194 Tommaso sposò Giuditta di Molise, figlia di Ruggero, l'ultimo conte normanno di Molise, al fine di allineare i due feudi alle mire regionali di Pietro.
Quando nel 1210 il neo imperatore Ottone IV di Brunswick discese in Italia per rivendicare il ducato di Puglia e Calabria da Federico, Pietro rinnegò il recente supporto a Federico e si schierò al fianco di Ottone, ottenendo così la Marca di Ancona e la carica di capitano e maestro giustiziere del Regno.
Nel 1212, alla morte del padre, Tommaso ricevette la contea di Albe, mentre il fratello maggiore Riccardo divenne conte di Celano. Nonostante le volontà paterne, Tommaso non rinunciò a farsi chiamare anche conte di Celano, entrando in contrasto con il fratello Riccardo.
Nel 1213 Ruggero di Molise morì e il genero Tommaso venne nominato conte di Molise.
Tommaso continuò sulla stessa linea politica avviata dal padre, tuttavia la situazione internazionale non era più favorevole ad Ottone. Scomunicato dal papa nel 1210 per l'aggressione ai domini di Federico II in Italia meridionale, nel 1211 questi era dovuto tornare in Germania per fronteggiare il malcontento dei principi tedeschi sobillati sempre da Innocenzo III; questi inoltre incoronò il giovane Federico come nuovo re di Germania in vece di Ottone. Le fortune di Ottone ebbero fine con la sconfitta nel corso della battaglia di Bouvines del 1214 in cui aveva attaccato il Regno di Francia che sosteneva Federico; Ottone dovette abdicare dal trono imperiale che fu lasciato a Federico II.
A causa della caduta del loro protettore, Tommaso perdette la Marca di Ancona che il papa assegnò ad Aldobrandino I d'Este. Al fine di ricucire i rapporti con il papato, il Celano desistette dal tentativo di riprendere la Marca ma concentrò i propri sforzi nell'ampliare e consolidare i suoi possedimenti nella Marsica e in Molise, dove rafforzò le fortificazioni dei centri più importanti come Celano, Ovindoli, Bojano e Roccamandolfi.
In tale contesto tuttavia gli attriti con il fratello Riccardo tennero costantemente impegnato Tommaso. Nonostante questi fosse riuscito a scacciare l'avversario dalla contea di Celano, di cui Riccardo mantenne solo il territorio di Tocco, le scaramucce tra i fratelli cominciarono a preoccupare il papato, dove il nuovo papa Onorio III sollecitò più volte la riappacificazione tra i due, coinvolgendo nella diatriba anche Federico II, al quale suggerì di accettare le proposte di Tommaso.
Federico tuttavia guardava con fastidio l'operato di Tommaso, in quanto contrario alla sua politica accentratrice dell'amministrazione del Regno e di riduzione del potere dei feudatari locali, tra i quali Tommaso era il più forte. Inoltre in occasione dell'incoronazione di Federico ad imperatore, avvenuta nel 1220 a Roma nella basilica di San Pietro, Tommaso non presenziò alla cerimonia, mentre Riccardo, a capo di una delegazione di baroni locali, donò costosi cavalli da guerra e portò le sue lagnanze contro il fratello al cospetto dell'imperatore.
Federico, preoccupato inoltre del potere di Tommaso in quella vasta e strategica area, decise quindi di contestare al conte i diritti su Albe e Celano; questi inviò il proprio figlio Rao a Roma dall'imperatore per rimediare all'incidente diplomatico e avanzò delle richieste che Federico gli rifiutò. A questo punto Tommaso, certo dello scontro con l'impero e forte di 1 500 soldati, si ritirò a Roccamandolfi, mentre la moglie Giuditta ed i figli rimasero a comandare la resistenza presso la rocca di Bojano.
Nel frattempo nel 1221 morì Riccardo, il legittimo conte di Celano, e gli successe in modo formale il fratello Tommaso.

### Lo scontro con Federico II

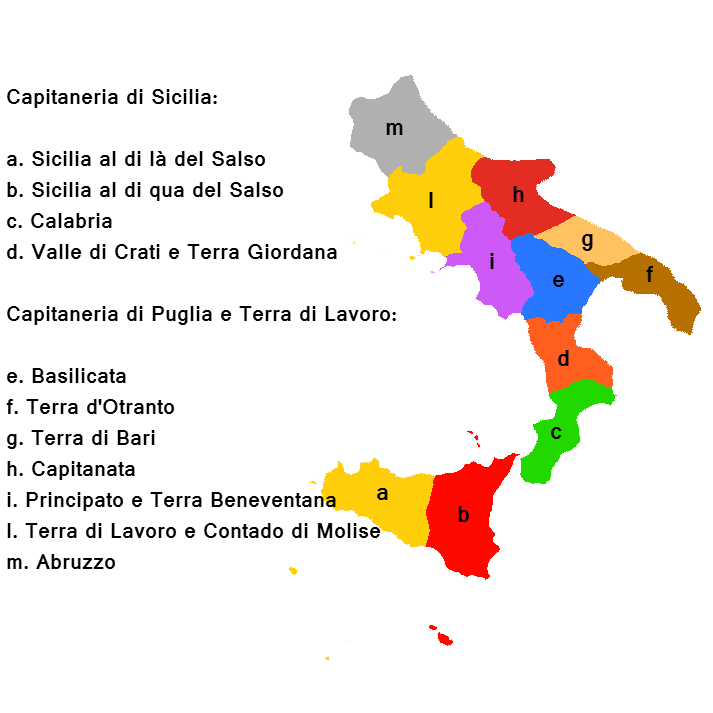
I giustizierati del Regno di Sicilia in epoca federiciana

Il primo ad attaccare fu Federico che nel 1221 guidò personalmente l'attacco a Bojano. La cittadina si consegnò alle truppe imperiali ma Giuditta resistette nella rocca, certa dell'intervento del marito in suo soccorso. Allo stesso tempo i soldati di Federico con il sostegno di baroni locali a lui fedeli attaccarono tutte le roccaforti di Tommaso, tra le quali soltanto Celano ed Ovindoli si opposero all'imperatore. Il conte con una manovra a sorpresa tornò con le proprie truppe a Bojano dove sorprese i soldati imperiali e li mise in fuga, liberando la moglie ed i figli dall'assedio della rocca. La città di Bojano fu incendiata per punire il tradimento, e Giuditta seguì il marito a Roccamandolfi.
Federico, saputo della sorte toccata a Bojano, inviò uno dei suoi migliori capitani, il conte Tommaso I d'Aquino, maestro giustiziere di Puglia e Terra di Lavoro, ad assediare le roccaforti di Bojano, che cadde sotto gli attacchi, e Roccamandolfi. Per una seconda volta Tommaso riuscì nottetempo a fuggire da Roccamandolfi e, con l'aiuto di Rinaldo d'Anversa, raccolse nuove forze e sbaragliò le truppe imperiali, spesso in superiorità numerica, in varie aree del contado grazie a veloci scorrerie. I paesi che si erano consegnati a Federico o che gli avevano dato sostegno vennero saccheggiati, tra questi vi erano Paterno, San Benedetto dei Marsi e l'abitato di Celano. Quest'ultimo venne raggiunto con una mossa a sorpresa passando per i tratturi del Macerone e poi quello di Pescasseroli che permise a Tommaso di liberare i celanesi rimastigli fedeli che si erano asserragliati nella rocca di Celano sul monte Tino.
Le vittorie di Tommaso ebbero breve durata; le truppe imperiali ricevettero nuovi rinforzi da Stefano di Montecassino e da Rainaldo Gentile, arcivescovo di Capua, che riuscirono ad accerchiare il conte. Anche Giuditta, asserragliata nella rocca di Celano, cominciava a patire il lungo assedio quando i viveri a disposizione degli assediati divennero scarsi. Pressato da simili disordini in Sicilia e desideroso di porre fine alle lotte con Tommaso, Federico in persona cercò di persuadere Giuditta ad indurre il marito alla resa offrendole un salvacondotto: questa accettò l'offerta per lei e la sua gente della rocca di Celano, ma non riuscì a far capitolare il conte.
La soluzione all'intricata vicenda arrivò tuttavia poco dopo la dipartita dell'imperatore dalla sua ambasciata con Giuditta, nel 1223. Il 25 aprile i rappresentanti imperiali, tra cui il gran maestro dell'Ordine teutonico Ermanno di Salza, proposero un accordo al Celano che questi accettò e che fu garantito dal papa e dai cardinali che parteciparono alla trattativa.
L'accordo prevedeva che Tommaso consegnasse all'imperatore Celano, Serra di Celano, Ovindoli e San Potito, conservando la contea di Molise a beneficio della moglie e dei figli. A Tommaso infatti venne imposto un esilio di tre anni a Roma, mentre l'intero apparato militare del conte venne smantellato. A Tommaso venne conferito il giustizierato nel territorio della contea, ma l'imperatore si riservò il diritto di distruggere i suoi castelli per evitare possibili rivolte.
Effettivamente Federico, una volta evacuati gli abitati, distrusse l'abitato di Celano ad esclusione della chiesa di San Giovanni; i celanesi furono esiliati in Sicilia, Calabria e Malta, dove resteranno fino al 1227. Quindi Federico II, per intercessione del papa Onorio III, permise ai celanesi di tornare in patria; il nuovo paese sorse ai piedi del monte Tino e per ordine di Federico II fu battezzata Cesarea; dopo la morte dell'imperatore, avvenuta nel 1250, fu ripristinato l'antico nome.
A tutela dell'accordo preso, Tommaso inviò suo figlio assieme al figlio di Rinaldo d'Anversa (anch'esso ambiva al recupero dei territori persi a favore dell'impero) presso Ermanno di Salza; questi avrebbe consegnato i due fanciulli a Federico nel caso il trattato non venisse rispettato.
L'accordo prevedeva anche che Tommaso partecipasse alla crociata che Federico preparava con il re di Gerusalemme Giovanni di Brienne, alla quale però il Celano non prese mai parte.

### Gli ultimi anni a Roma
Una volta che Tommaso fu trasferito a Roma al servizio della Santa Sede, Giuditta fece ritorno nel contado di Molise e il suo rango fu restaurato; alcune fonti riportano che Giuditta funse da reggente per conto del figlio Ruggero ancora bambino.
Nel 1227 salì al soglio papa Gregorio IX che dimostrò sin da subito la propria avversione nei confronti di Federico II. Già nel 1228 il papa dovette respingere gli attacchi del reggente dell'imperatore impegnato in Terrasanta, Rainaldo di Spoleto, e chiese a Tommaso di prendere il comando delle forze pontificie. Questi, alla testa di 500 cavalieri, invase la Terra di Lavoro e a sorpresa sbaragliò le difese comandate dal giustiziere della Magna Curia Enrico di Morra davanti a Montecassino, riprendendo possesso in qualche modo dei suoi vecchi territori per qualche tempo. Infatti con il ritorno di Federico dalla crociata nel 1229, le forze imperiali ricacciarono le truppe pontificie e il ruolo di Tommaso venne ridimensionato, nonostante i tentativi successivi del papa di restituirgli i vecchi titoli che vennero suddivisi in nuove baronie e possedimenti.
Con la pace di San Germano del 1230 vennero temporaneamente risolti i dissidi tra papato ed impero. Il nome di Tommaso da Celano scomparve dalle cronache dell'epoca ad esclusione di un episodio del 1240, quando Tommaso assunse il comando di 200 cavalieri dello Stato della Chiesa inviati in soccorso del Ducato di Spoleto.
Con il declino della fortuna di Federico II, il nuovo papa Innocenzo IV cercò di restituire al Celano i possedimenti perduti, ma mancano notizie precise al riguardo. Tommaso morì tra il 1251 e il 1254, mentre le ultime notizie della moglie Giuditta risalgono al 1247.